# Fulvio Fonda
Fulvio Fonda (Trieste, 4 luglio 1931 – Trieste, 8 marzo 2011) è stato un calciatore italiano, di ruolo attaccante.

## Carriera
Dopo aver giocato in Serie C con l'Edera Trieste e Lecce, esordì in Serie A con la maglia del Genoa il 18 settembre 1955 in Bologna-Genoa (4-1).